# Melitón Arroyo (interventor)
Melitón Arroyo (Mendoza, 20 de octubre de 1871-desconocido) fue un abogado, magistrado y político argentino. Fue legislador provincial en Mendoza, juez, procurador, ministro provincial y brevemente interventor federal de facto de la provincia de Córdoba en 1943.

## Biografía
Nacido en la ciudad de Mendoza en 1871, se recibió de abogado en la Facultad de Derecho y Ciencias Sociales de la Universidad de Buenos Aires en 1895. Era sobrino de Elías Villanueva.
Entre 1896 y 1899 fue miembro de la Cámara de Diputados de la Provincia de Mendoza. De 1899 a 1900 fue juez en lo civil, y de 1901 a 1904 fue juez en la Cámara de Apelaciones en lo Civil y Comercial de Mendoza. En 1904 fue ministro general de Gobierno en la gobernación de Carlos Galigniana Segura y al año siguiente asumió en la Cámara de Senadores provincial, hasta 1908.
Entre 1908 y 1910 fue procurador en la Suprema Corte de Mendoza y ministro de Gobierno de 1916 a 1917, designado por Francisco S. Álvarez. Se desempeñó como juez federal en Mendoza (1930-1931), en Córdoba (1932-1935) y en la Cámara Federal de Apelaciones de Mendoza (1935-1942).
A fines de junio de 1943, Alfredo Córdoba fue nombrado interventor federal de facto en la provincia de Córdoba. En su gestión, Melitón Arroyo fue designado ministro de Gobierno. Córdoba no se hallaba bien de salud, y el 2 de agosto de 1943 delegó el mando a Arroyo, renunciando posteriormente. En noviembre del mismo año, Arroyo fue sucedido por el ministro de Hacienda Eduardo Gonella.
Luego fue ministro en la Cámara de Apelaciones en lo Federal.
En el ámbito privado, ejerció en los directorios de diversas empresas y como jefe de oficina jurídica en una vitivinícola. También fue presidente del directorio del Banco de la Provincia de Mendoza.